# Nako
Nako è un dipartimento del Burkina Faso classificato come comune, situato nella Provincia di Poni, facente parte della Regione del Sud-Ovest.
Il dipartimento si compone del capoluogo e di altri 78 villaggi: Babière, Bakpara, Balarkar, Bambourou, Banipoulé, Barro, Bélé, Bobora, Bori-Kouladori, Boukairo, Boulimbié, Dadjour, Dapola, Dèdèra, Diangara, Diolompo, Djipla, Djotoulela, Dolonsié, Doumasser, Dounkora, Gacoula, Gbongane, Gbonséra, Gourkpé-Soum, Guiguine, Hantom, Hemkoa, Horao, Komon, Kori, Korou, Kourbéra-Poura, Kourgbélé, Koutenadouo, Kouténao, Kpatoura, Kpélinkpé, Lemka, Lodiompo, Lokonao, Lokono, Mara-Gnawan, Marinkoura, Mihébra, Miniéra, Moulera, Nambera, Nandoli, Nianiara, Oussoupera-Fétéo, Peramera, Pissine, Sabra, Salsi, Sandora, Sangol, Sibteon, Soumouo-Yobra, Tabou, Talliere-Ikori, Talliere-Sagnon, Talliere-Sawar, Tambili, Teniankoura, Tiarkiro, Tieka, Timbio, Timbisseo, Tinkar, Tinko, Tohedera, Tounagnera, Waraba-Zinkar, Yaber, Youlao e Youmbara.